# ساکیزلی (بایبورد)
ساکیزلی (به ترکی استانبولی: Sakızlı) (به کردی: Cîlare) یک منطقهٔ مسکونی در ترکیه است که در بایبورد واقع شده‌است. ساکیزلی ۱۳۳ نفر جمعیت دارد.